# Instituto Patria
El Instituto Patria (siglas de Pensamiento, Acción y Trabajo para la Inclusión Americana) es una asociación civil y think tank argentino con sede en la ciudad de Buenos Aires, dedicado a promover el pensamiento latinoamericanista, investigar los procesos políticos de la región, y contribuir al desarrollo de políticas inclusivas. Fue fundado en 2016 por Cristina Kirchner, quien fuera presidenta (2007-2015) y vicepresidenta (2019-2023) de Argentina, y sirve actualmente como el principal centro político e ideológico del kirchnerismo.

## Historia
El Instituto Patria fue fundado el 7 de abril de 2016. El 13 de abril fue presentado oficialmente mediante un mensaje en su página de Facebook.
Inicialmente, el Instituto sirvió como una forma de centralizar las actividades políticas opositoras de Cristina Kirchner durante la presidencia de Mauricio Macri. En 2017, su sede sirvió como escenario para el anuncio de la coalición legislativa Unión Ciudadana, que sirvió de plataforma electoral para que Kirchner sea electa senadora durante las elecciones de ese año.
Después de ser electa vicepresidenta en las elecciones de 2019, acompañando a Alberto Fernández como presidente, Cristina Kirchner el Instituto como un centro para delinear las políticas kirchneristas que se proponían para el nuevo gobierno, aunque éstas terminaron siendo aplicadas de forma muy limitada. 
Más tarde, en 2023, el Instituto de nuevo comenzó a tomar un rol opositor al triunfar Javier Milei en las elecciones. Al despedirse de los trabajadores del Senado poco antes de abandonar su puesto de vicepresidenta, Kirchner afirmó que no se iba a "ir lejos" y que permanecería en el Instituto Patria durante el mandato de Milei.

## Objetivos
De acuerdo al sitio web oficial del Instituto, sus objetivos son los siguientes:
- Contribuir al desarrollo de un nuevo pensamiento Latinoamericano, conformando un espacio plural para la reflexión y el estudio multidisciplinario sobre las experiencias sociales, políticas, económicas de los países de América Latina en el siglo XXI y el proceso de integración regional.
- Fomentar, estudiar y difundir el pensamiento latinoamericano y los procesos políticos, económicos y sociales que tuvieron lugar en la región.
- Promover el desarrollo de un marco conceptual y analítico centrado en la región.

## Autoridades
- Presidencia honoraria: Cristina Fernández de Kirchner
- Presidencia: Oscar Parrilli
- Vicepresidencia: Pablo Zurro
- Secretaría: Teresa Sellarés
- Tesorería: Adriana Fontana